# Rushden (Hertfordshire)
Rushden is een civil parish in het bestuurlijke gebied North Hertfordshire, in het Engelse graafschap Hertfordshire met 242 inwoners.